# الکساندروفکا (شهرستان داولکانوفسکی، باشقیرستان)
الکساندروفکا (انگلیسی: Alexandrovka, Davlekanovsky District, Republic of Bashkortostan) یک شهرک در شهرستان داولکانوفسکی در استان باشقیرستان کشور روسیه است.